# Imbrius allardi
Imbrius allardi är en skalbaggsart som beskrevs av Hüdepohl 1992. Imbrius allardi ingår i släktet Imbrius och familjen långhorningar. Inga underarter finns listade i Catalogue of Life.